# Ṯ
Ṯ (kleingeschrieben ṯ) ist ein Buchstabe des lateinischen Schriftsystems, bestehend aus einem unterstrichenen T. In Pitjantjatjara steht der Buchstabe für den stimmlosen retroflexen Plosiv [⁠ʈ⁠]. In der Saanich-Orthografie von 1978 stellt das Ṯ die Affrikate [tɬʼ] dar. Außerdem wird der Buchstabe zur Transliteration semitischer Sprachen nach ISO 233 verwendet und stellt dort den Laut [θ] dar, wie er z. B. beim arabischen Buchstaben ث vorkommt.

## Darstellung auf dem Computer
Unicode enthält das Ṯ im Unicodeblock Lateinisch, weiterer Zusatz an den Codepunkten U+1E6E (Großbuchstabe) und U+1E6F (Kleinbuchstabe).
In HTML kann man ein provisorisches Ṯ bilden, indem man den Buchstaben T mit dem <u>-Tag unterstreicht.